# Кубок Азії з футболу 1996
Кубок Азії 1996 — футбольний турнір серед азійських збірних. Десятий за ліком Кубок Азії. Фінальний етап проходив в ОАЕ з 4 по 21 грудня 1996 року на трьох стадіонах у містах Абу-Дабі, Дубай та Аль-Айн. Трофей втретє в своїй історії завоювала збірна Саудівської Аравії, яка у фіналі в серії пенальті здолала господарів змагання збірну ОАЕ.
Вперше турнір був розширений до 12 команд, які були поділені на три групи. Причиною збільшення учасників стало приєднання до АФК ряду нових федерацій після розпаду СРСР, причому збірна Узбекистану змогла з першого разу пройти груповий етап.

## Кваліфікація
- ОАЕ кваліфікувалися як господар
- Японія кваліфікувалася як переможець попереднього кубку.

Окрім них кваліфікувалися:
- КНР
- Індонезія
- Іран
- Ірак
- Південна Корея
- Кувейт
- Саудівська Аравія
- Сирія
- Таїланд
- Узбекистан

## Стадіони
| Шейх Заєд         | Тахнун бін Мохамед     |
| ----------------- | ---------------------- |
| Абу-Дабі          | Аль-Айн                |
| Місткість: 60,000 | Місткість: 15,000      |
|                   |                        |
| Аль-Мактум        | Абу-Дабі Аль-Айн Дубай |
| Дубай             | Абу-Дабі Аль-Айн Дубай |
| Місткість: 12,000 | Абу-Дабі Аль-Айн Дубай |
|                   | Абу-Дабі Аль-Айн Дубай |

## Фінальний турнір
Час усіх матчів зазначений за часом ОАЕ (UTC+4)

### Група А
| Збірна         | О | І | В | Н | П | ГЗ | ГП | РГ |
| -------------- | - | - | - | - | - | -- | -- | -- |
| ОАЕ            | 7 | 3 | 2 | 1 | 0 | 6  | 3  | +3 |
| Кувейт         | 4 | 3 | 1 | 1 | 1 | 6  | 5  | +1 |
| Південна Корея | 4 | 3 | 1 | 1 | 1 | 5  | 5  | 0  |
| Індонезія      | 1 | 3 | 0 | 1 | 2 | 4  | 8  | -4 |

| 1996-12-04 16:45 |

| ОАЕ         | 1–1      | Південна Корея  |
| ----------- | -------- | --------------- |
| Х. Саад 40' | Протокол | Хван Сун Хун 9' |

| Шейх Заєд, Абу-Дабі Глядачів: 35,000 Арбітр: Піром Ун-Прасерт (Таїланд) |

| 1996-12-04 18:45 |

| Індонезія           | 2–2      | Кувейт                         |
| ------------------- | -------- | ------------------------------ |
| Путро 20' Вабіа 40' | Протокол | аль-Сакер 73' Хаджі 84' (пен.) |

| Шейх Заєд, Абу-Дабі Глядачів: 15,000 Арбітр: Джамаль аль-Шаріф (Сирія) |

| 1996-12-07 16:45 |

| ОАЕ                                 | 3–2      | Кувейт              |
| ----------------------------------- | -------- | ------------------- |
| Саїд) 53' ат-Тальяні) 55' Бахіт 80' | Протокол | аль-Хуваїді 9', 44' |

| Шейх Заєд, Абу-Дабі Глядачів: 15,000 Арбітр: Шарль Массембе (Уганда) |

| 1996-12-07 19:00 |

| Південна Корея                                    | 4–2      | Індонезія           |
| ------------------------------------------------- | -------- | ------------------- |
| Кім До Хун 5' Хван Сун Хун 7', 15' Ко Джон Ун 55' | Протокол | Вабіа 58' Путро 65' |

| Шейх Заєд, Абу-Дабі Глядачів: 2,000 Арбітр: Шамсул Майдін (Сінгапур) |

| 1996-12-10 16:45 |

| ОАЕ                       | 2–0      | Індонезія |
| ------------------------- | -------- | --------- |
| Саїд) 15' ат-Тальяні) 64' | Протокол |           |

| Шейх Заєд, Абу-Дабі Глядачів: 10,000 Арбітр: Лу Цзюнь (Китай) |

| 1996-12-10 19:00 |

| Кувейт                         | 2–0      | Південна Корея |
| ------------------------------ | -------- | -------------- |
| аль-Хуваїді 60' Б. Абдулла 87' | Протокол |                |

| Шейх Заєд, Абу-Дабі Глядачів: 3,000 Арбітр: Мохд Назрі Абдулла (Малайзія) |

### Група B
| Збірна            | О | І | В | Н | П | ГЗ | ГП | РГ  |
| ----------------- | - | - | - | - | - | -- | -- | --- |
| Іран              | 6 | 3 | 2 | 0 | 1 | 7  | 3  | +4  |
| Саудівська Аравія | 6 | 3 | 2 | 0 | 1 | 7  | 3  | +4  |
| Ірак              | 6 | 3 | 2 | 0 | 1 | 6  | 3  | +3  |
| Таїланд           | 0 | 3 | 0 | 0 | 3 | 2  | 13 | −11 |

| 1996-12-05 16:45 |

| Саудівська Аравія                                                                       | 6–0      | Таїланд |
| --------------------------------------------------------------------------------------- | -------- | ------- |
| ат-Темаві 10' (пен.), 29' (пен.) аль-Мехаллель 15', 54' аль-Муваллід 18' аль-Джабер 52' | Протокол |         |

| Аль-Мактум, Дубай Глядачів: 5,000 Арбітр: Гамаль аль-Гандур (Єгипет) |

| 1996-12-05 19:00 |

| Іран            | 1–2      | Ірак                 |
| --------------- | -------- | -------------------- |
| Даеї 90' (пен.) | Протокол | Фавзі 37' Саббар 69' |

| Аль-Мактум, Дубай Глядачів: 15,000 Арбітр: Масайосі Окада (Японія) |

| 1996-12-08 16:45 |

| Саудівська Аравія | 1–0      | Ірак |
| ----------------- | -------- | ---- |
| аль-Мехаллель 26' | Протокол |      |

| Аль-Мактум, Дубай Глядачів: 12,000 Арбітр: Алі Буджсаїм (ОАЕ) |

| 1996-12-08 19:00 |

| Таїланд       | 1–3      | Іран                             |
| ------------- | -------- | -------------------------------- |
| Сенамуанг 80' | Протокол | Садаві 38' Мінаванд 54' Даеї 70' |

| Аль-Мактум, Дубай Глядачів: 12,000 Арбітр: Лу Цзюнь (Китай) |

| 1996-12-11 16:45 |

| Саудівська Аравія | 0–3      | Іран                          |
| ----------------- | -------- | ----------------------------- |
|                   | Протокол | Даеї 12' Багері 37' Азізі 47' |

| Аль-Мактум, Дубай Глядачів: 12,000 Арбітр: Масайосі Окада (Японія) |

| 1996-12-11 19:00 |

| Ірак                             | 4–1      | Таїланд       |
| -------------------------------- | -------- | ------------- |
| Махмуд 17', 50' Хуссейн 23', 63' | Протокол | Халермсан 26' |

| Аль-Мактум, Дубай Глядачів: 3,000 Арбітр: Кім Йон Джу (Південна Корея) |

### Група С
| Збірна     | О | І | В | Н | П | ГЗ | ГП | РГ |
| ---------- | - | - | - | - | - | -- | -- | -- |
| Японія     | 9 | 3 | 3 | 0 | 0 | 7  | 1  | +6 |
| КНР        | 3 | 3 | 1 | 0 | 2 | 3  | 3  | 0  |
| Сирія      | 3 | 3 | 1 | 0 | 2 | 3  | 6  | −3 |
| Узбекистан | 3 | 3 | 1 | 0 | 2 | 3  | 6  | −3 |

| 1996-12-06 16:45 |

| Японія                    | 2–1      | Сирія       |
| ------------------------- | -------- | ----------- |
| Аббас 85' (аг) Такагі 88' | Протокол | Джохадар 8' |

| Тахнун бін Мохамед, Аль-Айн Глядачів: 10,000 Арбітр: Мохд Назрі Абдулла (Малайзія) |

| 1996-12-06 19:00 |

| КНР | 0–2      | Узбекистан              |
| --- | -------- | ----------------------- |
|     | Протокол | Шквирін 78' Шацьких 90' |

| Тахнун бін Мохамед, Аль-Айн Глядачів: 3,000 Арбітр: Абдул Рахман аль-Зейд (Саудівська Аравія) |

| 1996-12-09 16:45 |

| Японія                                | 4–0      | Узбекистан |
| ------------------------------------- | -------- | ---------- |
| Нанамі 7' Міура 37' Маедзоно 86', 90' | Протокол |            |

| Тахнун бін Мохамед, Аль-Айн Глядачів: 3,000 Арбітр: Джалал Мораді (Іран) |

| 1996-12-09 19:00 |

| Сирія | 0–3      | КНР                                  |
| ----- | -------- | ------------------------------------ |
|       | Протокол | Ма Міньюй 35' Гао Фен 49' Лі Бін 73' |

| Тахнун бін Мохамед, Аль-Айн Глядачів: 3,000 Арбітр: Кім Йон Джу (Південна Корея) |

| 1996-12-12 16:45 |

| Японія   | 1–0      | КНР |
| -------- | -------- | --- |
| Сома 90' | Протокол |     |

| Тахнун бін Мохамед, Аль-Айн Глядачів: 2,000 Арбітр: Абдул Рахман аль-Зейд (Саудівська Аравія) |

| 1996-12-12 19:00 |

| Узбекистан         | 1–2      | Сирія                |
| ------------------ | -------- | -------------------- |
| Лебедєв 53' (пен.) | Протокол | Джохадар 48' Діб 74' |

| Тахнун бін Мохамед, Аль-Айн Глядачів: 2,000 Арбітр: Алі Буджсаїм (ОАЕ) |

### Результати третіх місць
Після першого етапу було проведено порівняння між третіми командами у кожній групі. Дві найкращих вийшли до чвертьфіналу.
| Збірна         | О | І | В | Н | П | ГЗ | ГП | РГ |
| -------------- | - | - | - | - | - | -- | -- | -- |
| Ірак           | 6 | 3 | 2 | 0 | 1 | 6  | 3  | +3 |
| Південна Корея | 4 | 3 | 1 | 1 | 1 | 5  | 5  | 0  |
| Сирія          | 3 | 3 | 1 | 0 | 2 | 3  | 6  | −3 |

## Плей-оф
|  | Чвертьфінали         | Чвертьфінали         |                      |       | Півфінали   | Півфінали   |  |  | Фінал                | Фінал |
|  |                      |                      |                      |       |             |             |  |  |                      |       |
|  | 15 грудня — Абу-Дабі |                      |                      |       |             |             |  |  |                      |       |
|  |                      |                      |                      |       |             |             |  |  |                      |       |
|  | ОАЕ (д.ч.)           | 1                    |                      |       |             |             |  |  |                      |       |
|  | ОАЕ (д.ч.)           | 1                    | 18 грудня — Абу-Дабі |       |             |             |  |  |                      |       |
|  | Ірак                 | 0                    |                      |       |             |             |  |  |                      |       |
|  | Ірак                 | 0                    | ОАЕ                  | 1     |             |             |  |  |                      |       |
|  | 15 грудня — Аль-Айн  |                      | ОАЕ                  | 1     |             |             |  |  |                      |       |
|  |                      | Кувейт               | 0                    |       |             |             |  |  |                      |       |
|  | Кувейт               | Кувейт               | 0                    | 2     |             |             |  |  |                      |       |
|  | Кувейт               |                      | 21 грудня — Абу-Дабі | 2     |             |             |  |  |                      |       |
|  | Японія               | 0                    |                      |       |             |             |  |  |                      |       |
|  | Японія               | 0                    | ОАЕ                  | 0 (2) |             |             |  |  |                      |       |
|  | 16 грудня — Дубай    |                      | ОАЕ                  | 0 (2) |             |             |  |  |                      |       |
|  |                      | Саудівська Аравія    | 0 (4)                |       |             |             |  |  |                      |       |
|  | Південна Корея       | Саудівська Аравія    | 0 (4)                | 2     |             |             |  |  |                      |       |
|  | Південна Корея       | 18 грудня — Абу-Дабі |                      | 2     |             |             |  |  |                      |       |
|  | Іран                 | 6                    |                      |       |             |             |  |  |                      |       |
|  | Іран                 | 6                    | Іран                 | 0 (3) | Третє місце | Третє місце |  |  |                      |       |
|  | 16 грудня — Абу-Дабі |                      | Іран                 | 0 (3) | Третє місце | Третє місце |  |  |                      |       |
|  |                      | Саудівська Аравія    | 0 (4)                |       |             |             |  |  |                      |       |
|  | Саудівська Аравія    | Саудівська Аравія    | 0 (4)                | 4     | Кувейт      | 1 (2)       |  |  |                      |       |
|  | Саудівська Аравія    |                      |                      | 4     | Кувейт      | 1 (2)       |  |  |                      |       |
|  | КНР                  | 3                    |                      | Іран  | 1 (3)       |             |  |  |                      |       |
|  | КНР                  | 3                    |                      |       | 1 (3)       |             |  |  |                      |       |
|  |                      |                      |                      |       |             |             |  |  | 21 грудня — Абу-Дабі |       |
|  |                      |                      |                      |       |             |             |  |  |                      |       |

### Чвертьфінали
| 1996-12-15 16:45 |

| ОАЕ              | 1–0      | Ірак |
| ---------------- | -------- | ---- |
| Аб. Ібрагім 103' | Протокол |      |

| Шейх Заєд, Абу-Дабі Глядачів: 50,000 Арбітр: Гамаль аль-Гандур (Єгипет) |

| 1996-12-15 19:30 |

| Кувейт               | 2–0      | Японія |
| -------------------- | -------- | ------ |
| аль-Хуваїді 17', 54' | Протокол |        |

| Тахнун бін Мохамед, Аль-Айн Глядачів: 2,000 Арбітр: Піром Ун-Прасерт (Таїланд) |

| 1996-12-16 16:45 |

| Південна Корея                | 2–6      | Іран                                                |
| ----------------------------- | -------- | --------------------------------------------------- |
| Кім До Хун 11' Шін Те Йон 35' | Протокол | Багері 31' Азізі 52' Даеї 66', 76', 83', 89' (пен.) |

| Аль-Мактум, Дубай Глядачів: 19,000 Арбітр: Джамаль аль-Шаріф (Сирія) |

| 1996-12-16 19:30 |

| Саудівська Аравія                                   | 4–3      | КНР                               |
| --------------------------------------------------- | -------- | --------------------------------- |
| ат-Тунаян 31', 65' аль-Джабер 34' аль-Мехаллель 43' | Протокол | Чжан Еньхуа 6', 89' Пен Вейго 16' |

| Шейх Заєд, Абу-Дабі Глядачів: 5,000 Арбітр: Мохд Назрі Абдулла (Малайзія) |

### Півфінали
| 1996-12-19 16:45 |

| ОАЕ       | 1–0      | Кувейт |
| --------- | -------- | ------ |
| Саїд) 69' | Протокол |        |

| Шейх Заєд, Абу-Дабі Глядачів: 55,000 Арбітр: Масайосі Окада (Японія) |

| 1996-12-19 19:30 |

| Іран | 0–0      | Саудівська Аравія |
| ---- | -------- | ----------------- |
|      | Протокол |                   |

| Шейх Заєд, Абу-Дабі Глядачів: 35,000 Арбітр: Гамаль аль-Гандур (Єгипет) |

|                                                      |     | Пенальті                                                              |  |
| Даеї · Пейровані · Яздані · Естілі · Багері · Хакпур | 3–4 | ат-Темаві · Сулеймані · Зубромаві · аль-Муваллід · аль-Харбі · Мадані |  |

### Матч за 3-є місце
| 1996-12-21 16:45 |

| Іран     | 1–1      | Кувейт          |
| -------- | -------- | --------------- |
| Даеї 40' | Протокол | аль-Хуваїді 15' |

| Шейх Заєд, Абу-Дабі Глядачів: 60,000 Арбітр: Кім Йон Джу (Південна Корея) |

|                                         |     | Пенальті                                                            |  |
| Мохаррамі · Естілі · Пейровані · Багері | 3–2 | Бадр Хаджі · Башар Абдулла · аль-Ленкаві · Абдурахман · аль-Хуваїді |  |

### Фінал
| 1996-12-21 19:35 |

| ОАЕ | 0–0      | Саудівська Аравія |
| --- | -------- | ----------------- |
|     | Протокол |                   |

| Шейх Заєд, Абу-Дабі Глядачів: 60,000 Арбітр: Мохд Назрі Абдулла (Малайзія) |

|                                  |     | Пенальті                                                     |  |
| М. Алі · Салех · Х. Саад · Саїд) | 2–4 | ат-Тунаян · Зубромаві · аль-Харбі · ат-Темаві · аль-Муваллід |  |

## Бомбардири
| 8 голів - Алі Даеї 6 голів - Джасем аль-Хуваїді 4 голи - Фахад аль-Мехаллель 3 голи - Хван Сун Хун - Хассан Саїд Ахмед) 2 голи - Чжан Еньхуа - Відодо Кайорно Путро - Ронні Вабіа - Ходадад Азізі - Карім Багері - Хайдар Махмуд - Лейт Хуссейн - Масакійо Маедзоно - Кім До Хун - Самі аль-Джабер - Халід ат-Темаві - Юсуф ат-Тунаян - Надер Джохадар - Аднан ат-Тальяні | 1 гол - Гао Фен - Ма Міньюй - Лі Бін - Пен Вейго - Мердад Мінаванд - Наїм Садаві - Хуссам Фавзі - Халід Мохаммед Саббар - Кадзуйосі Міура - Хіросі Нанамі - Наокі Сома - Такуя Такагі - Ко Джон Ун - Шін Те Йон - Башар Абдулла - Бадр Хаджі - Хані аль-Сакер - Халід аль-Муваллід - Алі аль-Шейх Діб - Дусіт Халермсан - Кіатісук Сенамуанг - Абдурахман Ібрагім - Саад Бахіт Мударак - Хаміс Саад Мубарак - Сергій Лебедєв - Олег Шацьких - Ігор Шквирін 1 автогол - Хассан Аббас (проти Японії) |

## Нагороди

### Переможець
| Переможець Кубку Азії 1996     |
| ------------------------------ |
| Саудівська Аравія Третій титул |

### Індивідуальні нагороди
| Найкращий бомбардир | Найкращий воротар | Найбільш цінний гравець | Нагорода Fair Play |
| ------------------- | ----------------- | ----------------------- | ------------------ |
| Алі Даеї (8 голів)  | Мохамед Аль-Деая  | Ходадад Азізі           | Іран               |

### Символічна збірна
| Воротар          | Захисники                                    | Півзахисники                                                      | Нападники                                       |
| ---------------- | -------------------------------------------- | ----------------------------------------------------------------- | ----------------------------------------------- |
| Мохамед Аль-Деая | Абдулла Зубромаві Юсеф Салех Мохаммад Хакпур | Мердад Мінаванд Мохамед Алі Халід аль-Муваллід Саад Бахіт Мударак | Фахад аль-Мехаллель Джасем аль-Хуваїді Алі Даеї |

## Підсумкова таблиця
| Pos               | Збірна            | І | В | Н | П | ГЗ | ГП | РГ  | О  |       |
| ----------------- | ----------------- | - | - | - | - | -- | -- | --- | -- | ----- |
| 1                 | Саудівська Аравія | 6 | 3 | 2 | 1 | 11 | 6  | +5  | 11 | 61.1% |
| 2                 | ОАЕ               | 6 | 4 | 2 | 0 | 8  | 3  | +5  | 14 | 77.8% |
| 3                 | Іран              | 6 | 3 | 2 | 1 | 14 | 6  | +8  | 11 | 61.1% |
| 4                 | Кувейт            | 6 | 2 | 2 | 2 | 9  | 7  | +2  | 8  | 44.4% |
| Чвертьфіналісти   |                   |   |   |   |   |    |    |     |    |       |
| 5                 | Японія            | 4 | 3 | 0 | 1 | 7  | 3  | +4  | 9  | 75.0% |
| 6                 | Ірак              | 4 | 2 | 0 | 2 | 6  | 4  | +2  | 6  | 50.0% |
| 7                 | Південна Корея    | 4 | 1 | 1 | 2 | 7  | 11 | −4  | 4  | 33.3% |
| 8                 | КНР               | 4 | 1 | 0 | 3 | 6  | 7  | −1  | 3  | 25.0% |
| Не вийшли з групи |                   |   |   |   |   |    |    |     |    |       |
| 9                 | Сирія             | 3 | 1 | 0 | 2 | 3  | 6  | −3  | 3  | 33.3% |
| 10                | Узбекистан        | 3 | 1 | 0 | 2 | 3  | 6  | −3  | 3  | 33.3% |
| 11                | Індонезія         | 3 | 0 | 1 | 2 | 4  | 8  | −4  | 1  | 11.1% |
| 12                | Таїланд           | 3 | 0 | 0 | 3 | 2  | 13 | −11 | 0  | 0.0%  |